# Platypalpus longirostris
Platypalpus longirostris är en tvåvingeart som först beskrevs av Mario Bezzi 1912.  Platypalpus longirostris ingår i släktet Platypalpus och familjen puckeldansflugor.
Artens utbredningsområde är Taiwan. Inga underarter finns listade i Catalogue of Life.